# Ochicanthon murthyi
Ochicanthon murthyi är en skalbaggsart som beskrevs av Vinod och Mamiyil Sabu 2011. Ochicanthon murthyi ingår i släktet Ochicanthon och familjen bladhorningar. Inga underarter finns listade i Catalogue of Life.